# Mihail Pop
Mihail Pop (n. 31 octombrie 1955, satul Apșa de Mijloc, Ucraina) este un economist din Republica Moldova, care a îndeplinit funcția de ministru al finanțelor în cabinetul lui Vasile Tarlev (2005-2008).

## Biografie
Mihail Pop s-a născut la data de 31 octombrie 1955, în satul Apșa de Mijloc din regiunea Transcarpatică (astăzi în Ucraina). A absolvit în anul 1977 Institutul Politehnic "Serghei Lazo" din orașul Chișinău, specialitatea economia și organizarea industriei produselor alimentare, obținând calificarea de inginer-economist.
După absolvirea Institutului Politehnic, este angajat în calitate de lucrător de gradul 5 la Fabrica de Fermentare a Tutunului din orașul Fălești, activând mai apoi ca șef al secției de planificare a acestei întreprinderi în perioada 1977-1986.
În anul 1986 este angajat prin transfer ca economist principal, coordonator pe industrie la Asociația Raională Agro-industrială din orașul Fălești. Din anul 1989 este transferat ca instructor al secției organizatorice la Comitetul raional Fălești al Partidului Comunist din Uniunea Sovietică (PCUS).
În anul 1990 este ales ca șef al direcției financiare din raionul Fălești, apoi în perioada 1991-1994 deține funcția de vicepreședinte al Comitetului executiv raional Fălești, șef al Direcției financiar-economice.
În perioada anilor 1994-1999 este Șef al Inspectoratului Fiscal de Stat al municipiului Bălți. Din data de 25 martie 1999 până în 3 mai 2005 activează în funcția de Șef al Inspectoratului Fiscal Principal de Stat de pe lângă Ministerul Finanțelor.
Prin Hotărârea Guvernului Republicii Moldova nr.385 din 4 mai 2005, Mihail Pop este numit în funcția de viceministru al Finanțelor. La 12 octombrie 2005 prin Decretul Președintelui Republicii Moldova este numit în funcția de ministru al finanțelor, în locul Zinaidei Greceanîi.
Din 20 octombrie 2005 este nominalizat în calitate de Guvernator al Băncii Mării Negre pentru Comerț și Dezvoltare din partea Republicii Moldova. La 9 decembrie 2005 este nominalizat în calitate de Guvernator al Băncii Mondiale din partea Republicii Moldova. A fost eliberat din funcția de ministru la data de 31 martie 2008, odată cu formarea unui nou guvern condus de Zinaida Greceanîi. La 3 aprilie 2008, Mihail Pop, ex-ministrul Finanțelor, a fost numit în funcția de șef al Aparatului Guvernului .
La 31 octombrie 2005, a fost decorat cu Ordinul "Gloria Muncii", pentru muncă îndelungată și prodigioasă în organele administrației publice, contribuție la perfecționarea sistemului economico-financiar și înalt profesionalism.
Ministrul Mihail Pop este căsătorit și are doi copii.